# Kvissel Kirke

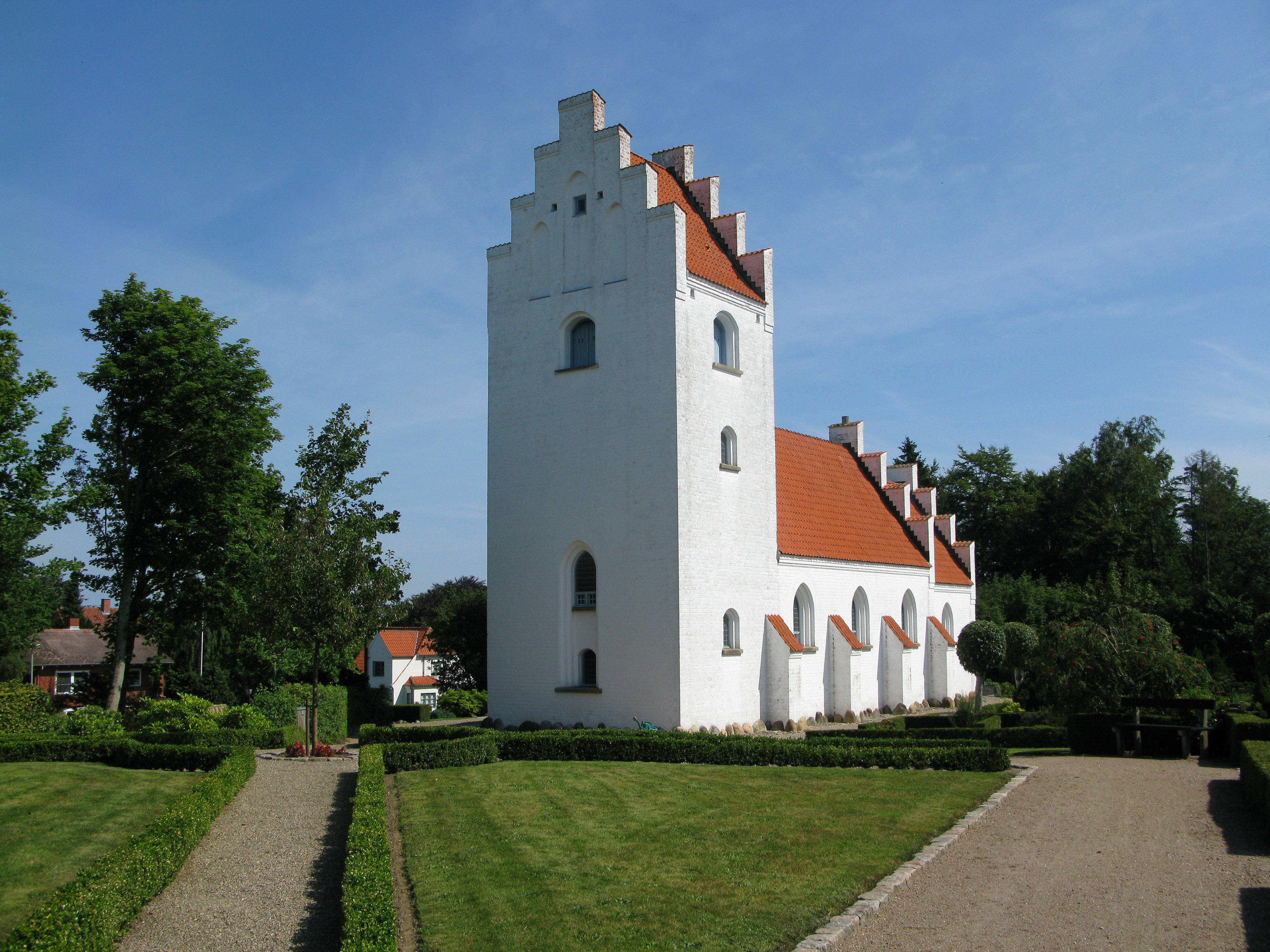
Kirche von Kvissel

Die Kvissel Kirke ist eine Filiale der Åsted Kirke. Die Gemeinde der dänischen Volkskirche in Kvissel gehört zur Propstei von Frederikshavn im Bistum Aalborg in Jütland. Das Kirchenschiff bietet Platz für etwa 150 bis 200 Gottesdienstbesucher. Die Gemeinde hat insgesamt 1.700 Einwohner.

## Gebäude
Die 1917 gebaute und 1918 geweihte Kirche liegt in dem kleinen Kvissel neun Kilometer nordwestlich von Frederikshavn. Sie ist eine typisch dänische Landkirche mit rotem Dach und weißem Stufengiebel. Die Kirche ist von dem örtlichen Friedhof umgeben.

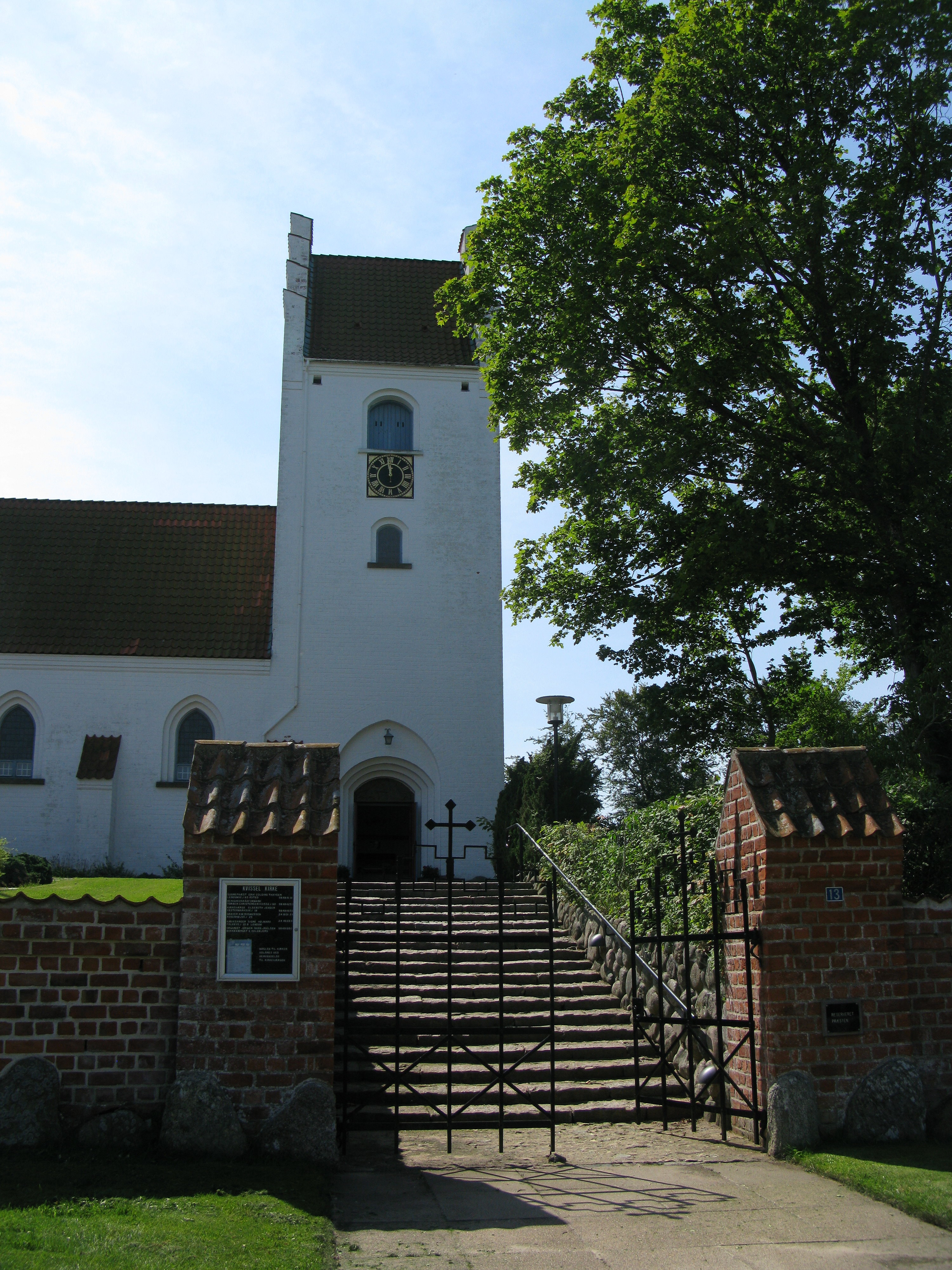
Turm
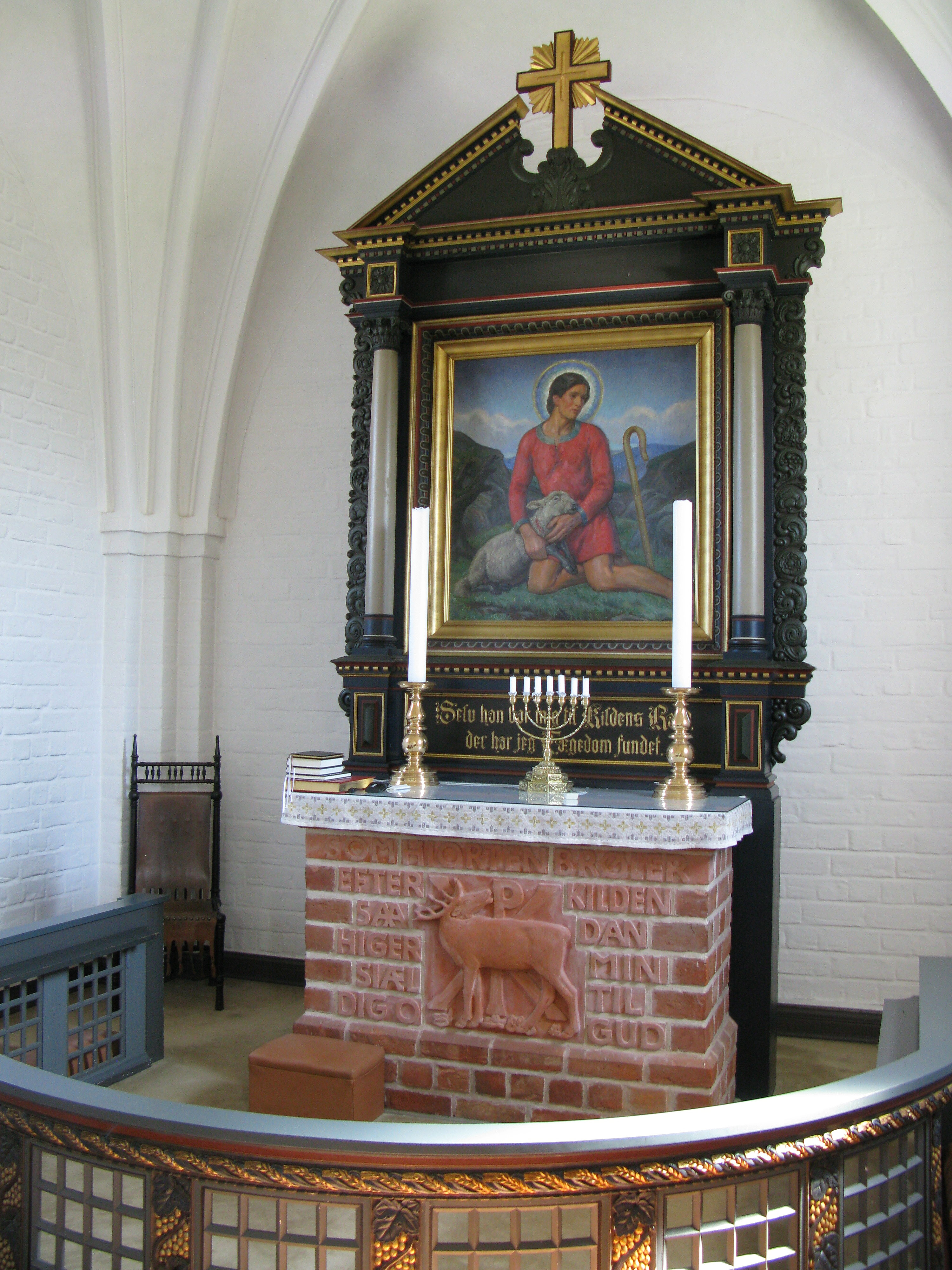
Altar
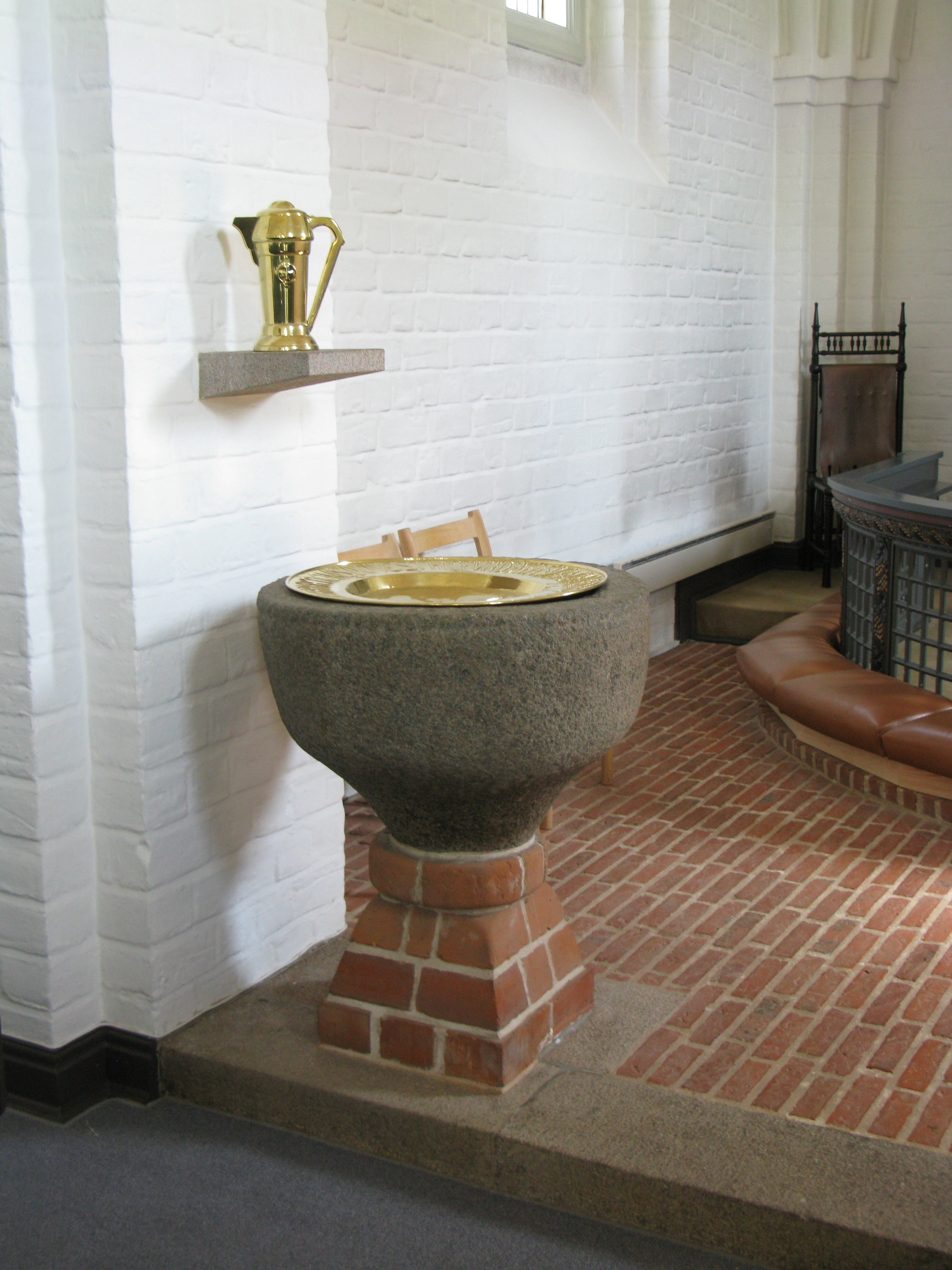
Taufstein
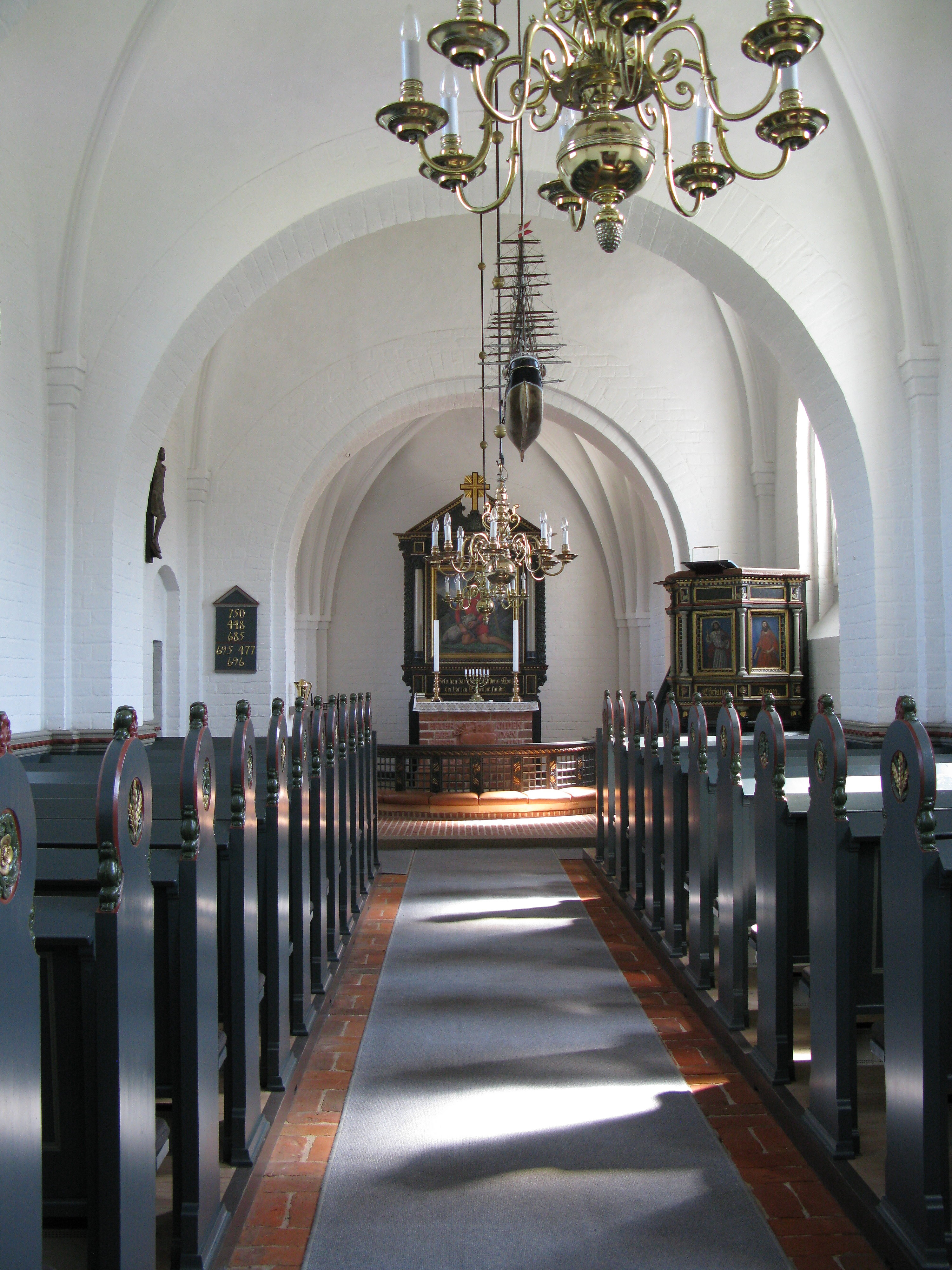
Innenraum
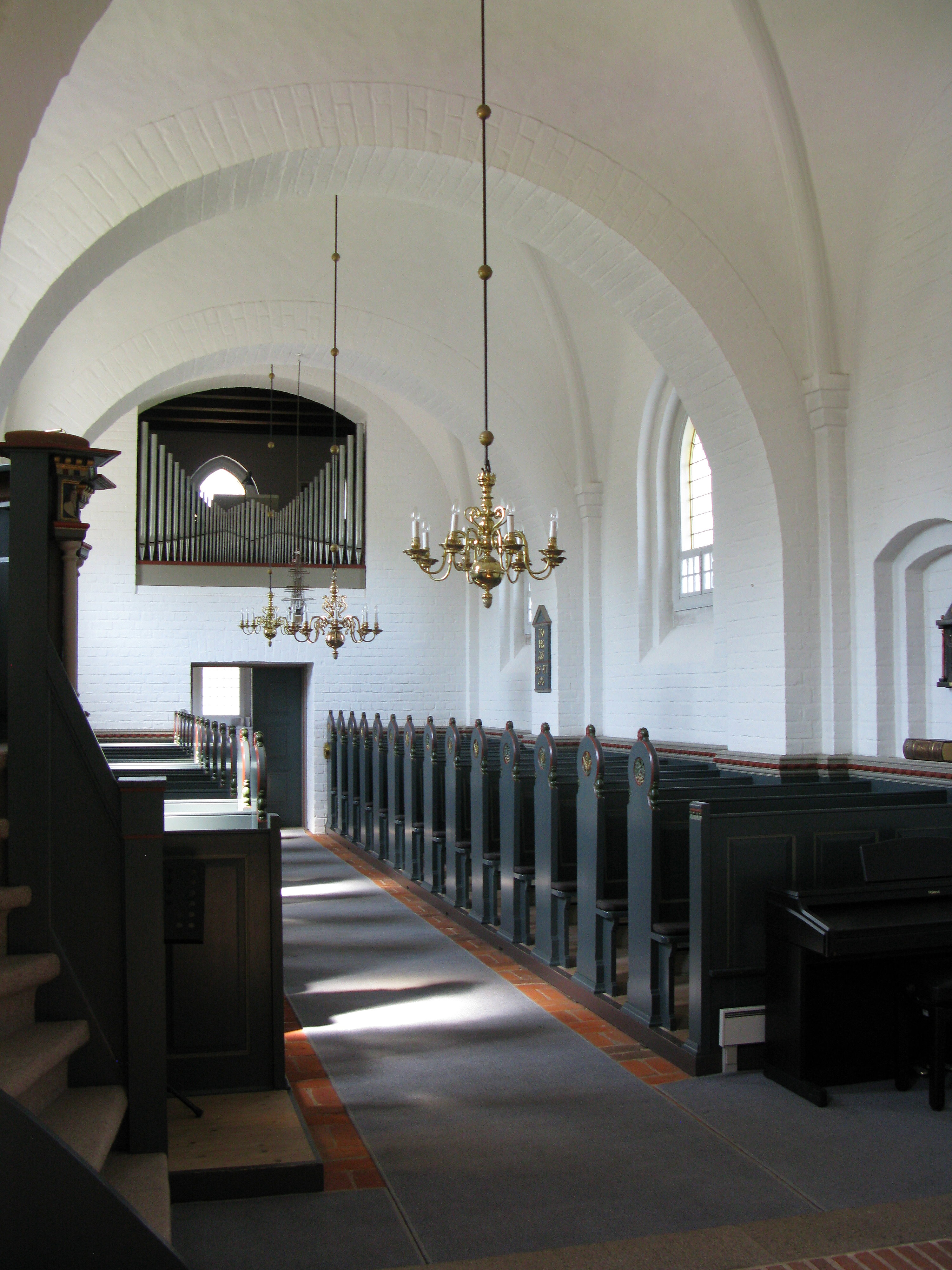
Orgel